# 2015. januári mariupoli rakétatámadás
Orosz-barát felkelők 2015. Január 24-én merényletet hajtottak végre Mariupolban, Ukrajnában A támadókat a Donyecki Népköztársaság embereiként azonosították, akik az ukránok által védelmezett, az Azovi-tengerhez stratégiai fontosságú kijáratot biztosító Mariupolban megtámadták a város védelmezőit. A kelet-ukrajnai háború alatt többször is összecsaptak itt az ellenérdekű felek. Ezek közé tartozik az első mariupoli csata és a 2014 szeptemberi offenzíva.
2015. január 24-én a Mariuploi városi tanács és a regionális rendőrség vezetője azt mondta, a várost soha nem látott mértékben lövik Grad rakétákkal. A támadásnak legalább 29 halálos áldozata és legalább 97 sérültje van. Az ukránok a felkelők sereget és az orosz hadsereget vádolták a támadásokkal. Az ukrán hírszerzés szerint a robbantást az orosz hadsereg parancsnokai rendelték meg. A felkelők visszautasították, hogy ők lettek volna felelősök a támadásért, de vezetőjük, Alekszandr Zaharcsenko később még aznap harcot hirdetett Mariupol ellen.
Az EBESZ Speciális Ukrajnai Megfigyelő Missziója a helyszínen arról tájékoztatott, hogy a Grad és az Uragan rakéták az oroszbarát erők által ellenőrzött területekről indultak. Az ENSZ politikai vezetője, Jeffrey D. Feltman azt mondta, “a támadás célpontjai tudatosan a civilek voltak”, amivel megszegték a nemzetközi humanitárius előírásokat, és ez a cselekmény háborús bűncselekménynek számít.

## Előzmények

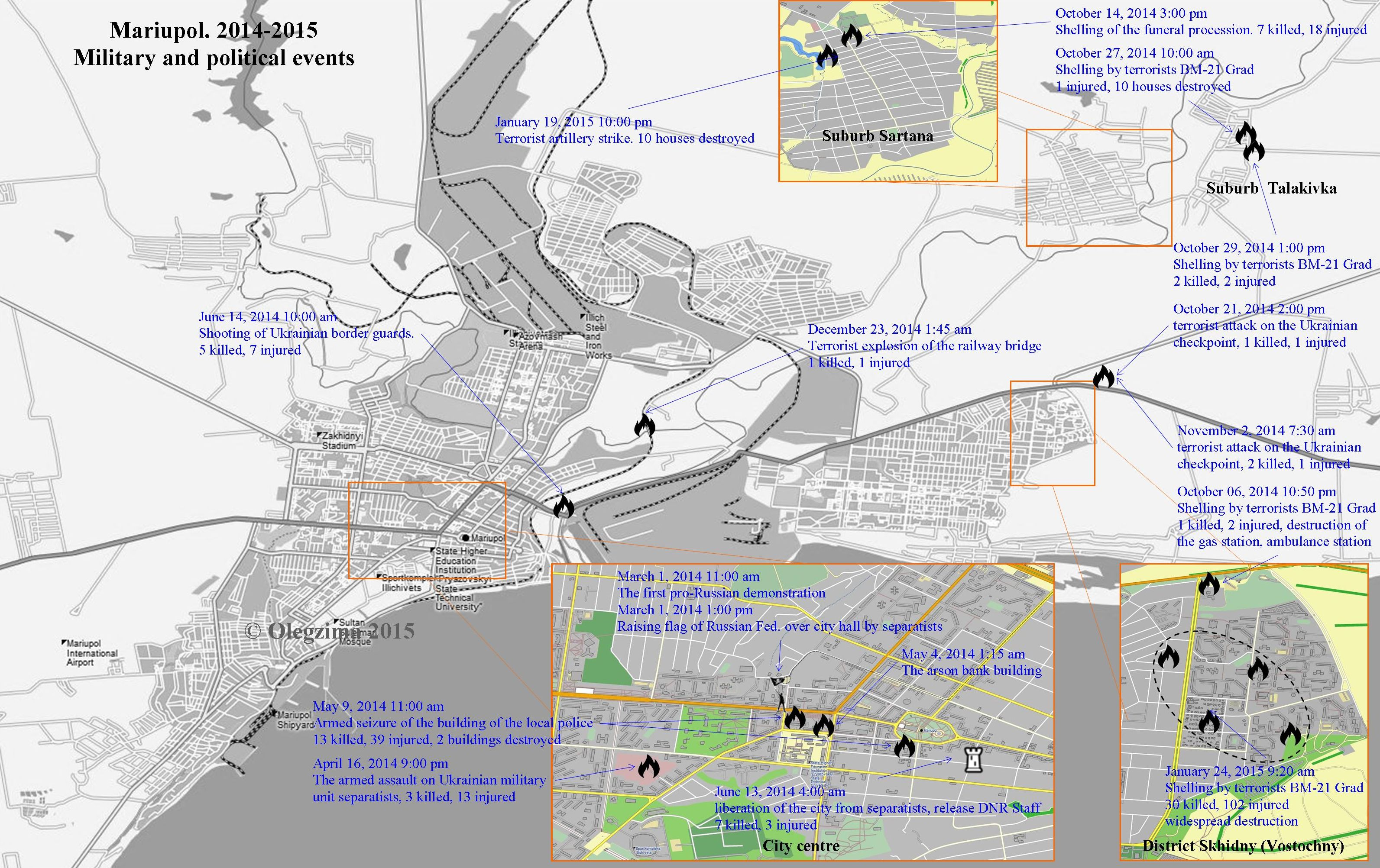
Katonai és politikai események Mariupolban 2014-205-ben.

Mariupol és Debalceve az oroszbarát félnek és az ukránoknak is fontos hadszíntér volt, mivel egyes megfogalmazások szerint ez “a kapu Az Oroszország által megszállt Krím területéhez”, és stratégiai fontosságú az oroszbarát csapatok számára, akik össze akarják kötni az ellenőrzésük alatt álló területeket, és így akarják biztosítani Donyeck és Luhanszk nyugalmát.
Január 22-én az oroszbarát felkelők megtámadták az ukránoknak a várostól északkeletre emelt állásait, de akciójuk sikertelenül végződött. Másnap Alekszandr Zaharcsenko kijelentette, addig harcolnak, míg el nem érik Donyeck megye határait. A jelentések szerint a szeparatisták tankokkal felfegyverkezve támadást indítottak, a várostól nyugatra pedig ettől függetlenül próbálkoztak az előrenyomulással. Talakovka falra a felkelők hevesen tüzelték, de az ukránok meg tudták ezt tartani. Andriy Lysenko megerősítette, hogy lőtték a falut, de azt mondta, a szeparatisták maguk még mindig nem tudják a várost lőni, mert az ukránok még elég távol tartják őket. Dmitry Tymchuk haditudósító blogger Facebook oldalán arról számolt be, hogy donyecki tankok és csapatszállítók tartanak a város felé.

## Január 24-I események

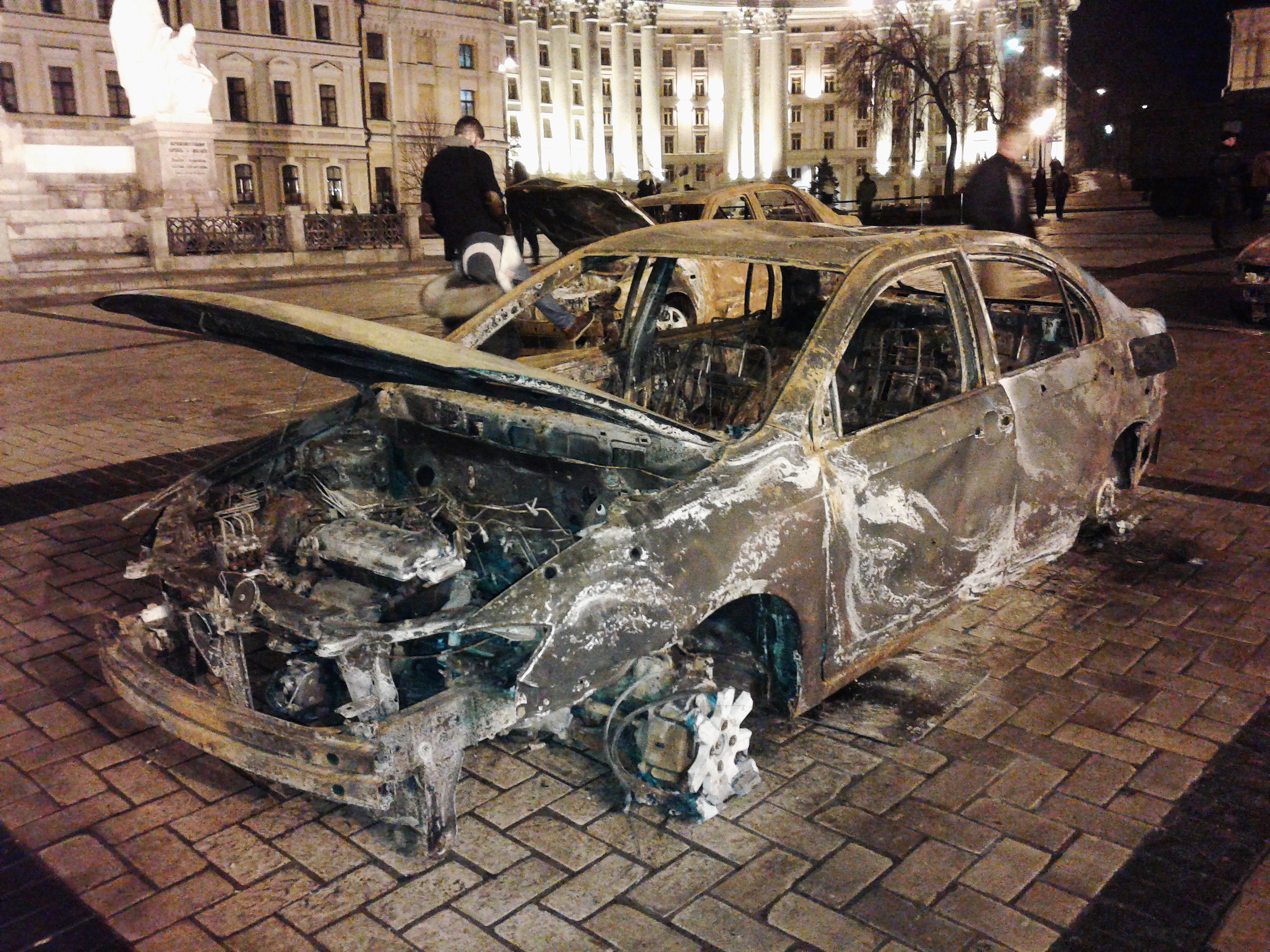
A mariupoli támadás egyik eredménye január 24-én.

Január 24-én egy rakétatámadás számos embert megölt. Ezután hatalmas mozgósításra került sor. Mariupol vezetése azt mondta, a város lakóövezeti részére Grad rakéták hullottak, melyek 20 embert megöltek. Videó felvételek örökítették meg, ahogy a támadás következtében autók, lakások és lakóházak kaptak lángra. Valószínűleg több rakétakilövőből indítottak támadást. Az egyik helyi lakos telefonon úgy nyilatkozott az AFP hírügynökségnek, hogy a felkelők megpróbálták elfoglalni a frontvonal mögött több kilométerre fekvő városi repteret is. Erről a felkelők egyetlen nyilatkozata sem tanúskodik. A felkelők teljes egészében visszautasították, hogy bármi közük is lenne a támadásokhoz.
A rakétatámadásokra egy nappal azután került sor, hogy a felkelők visszautasították a béketervezeteket, és bejelentették, hogy több frontos támadást indítanak a kijevi kormány ellen, és így fogják a hatalmuk alatt álló területeket számottevően növelni. A donyecki felkelők vezetője, Zaharcsenko bejelentette, hogy Mariupolt megtámadta, és visszautasít minden jövőbeli tárgyalást Kijevvel. Zaharcsenko azt mondta: "ma egy támadás vette kezdetét Mariupolban. Ez lesz halottaink számára a legmegfelelőbb pillanat." Zaharcsenko hozzátette, hogy a hírek csak provokációk, mert amint mondta, a donyecki hadseregnek nincsenek a bevetettekhez hasonló fegyverzete, és megalapozott információi szerint a lövéseket Staryi Krymből adták le. A halálos áldozatok száma 27-re növekedett, és többen megsérültek. Arszenyij Jacenyuk ukrán miniszterelnök az ENSZ BT sürgős összehívását sürgette.
A támadásban egy ukrán katonai ellenőrző pontot is eltaláltak, itt egy katona vesztette életét. A városi tanács azt ajánlotta Mariupol lakosainak, ne essenek pánikba, és hozzátette, hogy "minden egység bevetésre készen áll. A városban a biztonsági intézkedéseket megerősítették." Jens Stoltenberg, a NATO főtitkára a támadást visszautasította, és felszólította Oroszországot, hogy a jövőben ne támogassa a felkelőket. Petro Porosenko ukrán elnök a támadást "emberiesség elleni bűncselekménynek" minősítette, és lemondta a Szaúd-Arábiába tervezett utazását.Megfogadta, hogy a felkelők felett "teljes győzelmet" fognak aratni.
Az EBESZ megfigyelői szerint "Grad" ls "Uragan" rakétákat használtak a támadáskor, amiket a 19-re lévő Oktjabr és a 15 km-re északkeletre lévő Zajcsenkóból lőttek ki. Mindkét falu a szeparatisták fennhatósága alatt állt. Később az oroszbarát erők azt mondták, nem akarják lerohanni Mariupolt, a támadást csak a helyzetük megerősítése miatt hajtották végre.
Másnap Proosenko elnök a stratégiai kikötővárosban folyó harcok abbahagyására szólított fel. Egy az Ukrán Biztonsági Tanács előtt elmondott beszéde szerint csak a szeptember 5-én aláírt minszki jegyzőkönyvben rögzített feltételek betartása biztosítja, hogy a konfliktus mielőbb véget érjen. Elkapott rádióbeszélgetések alapján azt mondta, oroszbarát felkelők állnak a támadás mögött, de ezt a beszélgetést független forrásokból nem sikerült megerősíteni. Az oroszok visszautasítják, hogy közük lett volna a támadáshoz. Szerintük ez annak a következménye, hogy az ukránok válogatás nélkül lőnek lakóövezeteket is. Petro Porosenko azt mondta, az ukrán hadsereg a robbantásokban részt vevők nagy többségét megölte, az áldozatok számát ők 110 körülire teszik. Szerinte a harc során hat Grad gránátkilövőt megsemmisítettek,
Az Ukrán Biztonsági Szolgálat a nyilvánosságra hozta a rakétatámadás részletes időbeni lefolyását.

## Következmények
Január 27-én a város közelében az Azovi Zászlóalj tagjai kiképzést bonyolítottak, és a városbeliek egy újabb támadástól tartottak. Másnap a város egyik ellenőrző pontjánál a zászlóalj két tagját kivégezték. Ukrán katonai források szerint február 1-én a közeli Talakovka és Pavlopol falvakat vette tűz alá az oroszbarát fegyveresek. Február 3-án a szeparatisták megtámadták Mariupolt, de az ukránok jelentése szerint ők megsemmisítettek két tankot, és több felkelővel is végeztek.
Az Ukrán Védelmi Tanács jelentése szerint február 4-én sikeresen hajtottak végre egy speciális akciót, mely során likvidálták az Orosz Hadsereg egyik különítményét. Ezt Oroszország cáfolta.
Február 10-én Novoazovszk közelében a Nemzeti Gárda és az Azovi Zászlóalj összehangolt támadást indított, és hamarosan elfoglalta Shyrokyne, Pavlopil és Kominternovo városokat. Az ukránok egészen Sakhankáig visszaszorították a felkelőket, ott azonban visszatámadtak rájuk. A harcok tovább folytatódtak a térségben, és április végén a Deutsche Welle arról tudósított, hogy az oroszbarát erők erődítményeket emeltek Shyrokyne központjában.

## Nemzetközi reakciók
Federica Mogherini, az Európai unió kül- és biztonságpolitikai főbiztosa nyilatkozatban ítélte el a támadásokat. Az ENSZ BT Oroszország vétója miatt nem adott ki az eseményeket elítélő határozatot. Oroszország szerint ez azokat a szeparatistákat ítélné el, akik szerintük “önvédelmező” erők. mindezek ellenére a támadástól és a magukat önvédelmezőnek nevező szeparatistáktól is elhatárolódott Pan Gimun, az ENSZ főtitkára. A támadást a NATO is elítélte.

## Külső hivatkozások
- Spot report by the OSCE Special Monitoring Mission to Ukraine (SMM), 24 January 2015: Shelling Incident on Olimpiiska Street in Mariupol